# Psilus frontalis
Psilus frontalis är en stekelart som först beskrevs av Thomson 1858.  Psilus frontalis ingår i släktet Psilus, och familjen hyllhornsteklar. Arten är reproducerande i Sverige.